# Il testamento di Sherlock Holmes
Il testamento di Sherlock Holmes è un'avventura grafica sviluppata da Frogwares e pubblicata il 20 settembre 2012 in Europa e il 25 settembre dello stesso anno nel Nord America.

## Trama
Londra, 1898. Holmes riesce a risolvere un nuovo caso e recupera una collezione di gioielli rubati per l'ispettore Baynes di Scotland Yard; il giorno dopo, però, un giornale accusa Holmes di furto, anche se non ci sono prove, mentre Baynes arriva con la collana che si rivela soltanto una copia. Accompagnato dal fido Watson, Holmes raggiunge poi il Vescovo di Knightsbridge, col quale ha un appuntamento, ma lo trova legato, bruciato e mutilato, insieme a un dito appartenente forse a uno degli assassini; ne deduce che i colpevoli sono operai di bassa lega, a cui è stato dato un veleno speciale che causa una sorte di psicosi. Holmes raggiunge poi il luogo dove pensa che abbiano lavorato gli operai, un cimitero a Whitechapel. Volendo indagare oltre sul veleno, Holmes raggiunge le prigioni e parla con Hans Scheilman, l'Ammazzatopi, e riesce a farsi dare le informazioni sul veleno, ma scoppia un incendio che causa confusione tra le guardie; Watson si offre di assicurarsi che i prigionieri rimangano in cella, ma Scheilman ne approfitta per scappare, e Watson scopre che Holmes l'ha aiutato a fuggire, per un motivo ignoto.
I due si rincontrano a Whitechapel il mattino dopo, dove il principe Woodville, l'erede al trono, nutre gli affamati e i senzatetto. Esaminando il cimitero, raggiungono una casa dove trovano il cadavere di un uomo a cui manca un dito strappato dai cani; l'uomo, come conferma dei loro sospetti, si rivela essere uno dei coinvolti nell'omicidio del Vescovo, e dopo aver trovato dell'oppio che si scopre essere legato con lo stesso veleno usato sul vescovo, i due raggiungono la lustra dell'oppio e scoprono gli altri uomini coinvolti nell'omicidio. Gli agenti di Scotland Yard prendono però i responsabili al loro posto. Scoperta la presenza di Henry, nipote del Vescovo, i due affittano una camera e scoprono che qualcuno sta osservando la casa; controllando quindi la camera di Henry, notano che se ne è andato di fretta e che sembra persino andato, e lo rintracciano al Pontile 321, accompagnati dal cane Toby. Alla fine Holmes trova Henry nei pressi di un impianto di fusione. Henry lo tiene però sotto tiro, ma Toby lo colpisce accidentalmente, facendolo cadere nel metallo fuso. Sconsolato, Holmes decide di visitare O'Farley, un giornalista che ha scritto un articolo scandaloso che accusa Holmes del furto della collana. Holmes approfitta dell'assenza del giornalista per intrufolarsi nel suo ufficio, e oltre a trovare delle prove che lo darebbero del fraudolento, scopre che il giornalista possiede anche delle informazioni sul Principe Woodville, e aveva anche un ospite poco prima dell'arrivo di Holmes. L'investigatore usa un'uscita segreta usata dall'ospite, trattasi del giudice Sir Coutes Beckett. Holmes e Watson si intrufolano allora nella casa del giudice e scoprono un misterioso pacco sulla sua scrivania, contenente numerose prove contro Holmes. I due escono, ma Watson vede Becket in casa e insiste nel volergli parlare, nonostante Holmes lo intimi di andarsene; improvvisamente, la casa esplode, uccidendo Becket, e Watson perde i sensi.
Holmes è intanto sparito, ed è ora ricercato come probabile sospetto sull'esplosione. Dopo essere stato portato a Scotland Yard, mentre la loro casa a Baker Street viene perquisita, Watson cerca indizi per sapere dov'è finito Holmes, e scopre che ha affittato camera a Whitechapel sotto travestimento di una vecchia, allo scopo di continuare l'investigazione. Riuniti, i due investigatori arrivano a una falegnameria abitata da tre anarchici russi, rappresentanti le tre scimmie sagge (quella che non vede, quella che non sente e quella che non parla); mentre Watson li interroga, Holmes va di sopra e trova il cadavere di un mago che vi aveva abitato in precedenza, e dà poi fuoco al luogo, causando il panico generale. Baynes e la polizia intervengono, e l'ispettore raggiunge Holmes al piano di sopra, ma l'altro lo butta fuori dalla finestre e viene così incastrato anche come assassino. Watson arriva a Baker Street, dove trova Holmes nella loro casa, e dopo un breve stallo, il detective si toglie la vita.
Disperato, Watson continua l'indagine, che lo porta nelle fognature, dove con sorpresa trova Holmes che viene picchiato da due malviventi. Salvato Holmes, questi si scusa con Watson per il suo comportamento e rivela di aver finto la sua morte per poter continuare la sua indagine indisturbato. Viene fuori che il professor Moriarty intende causare il panico a Londra avvelenando i poveri tramite lo stesso veleno usato sul Vescovo, che viene prodotto in massa da Scheilman e unito alla zuppa distribuita dal Principe Woodville; la zuppa così consumata avvelena la mente dei poveri e li porta a uccidere chiunque nel loro impeto di pazzia, prima di morire a loro volta, e a migliaia sono stati colpiti. Questo contribuisce al suo piano di rovesciare la regina, creando un'isteria di massa e un enorme vuoto di potere, del quale Moriarty ne approfitterà per mettere il popolare Principe Woodville al trono ma come marionetta che Moriarty userà poi per controllare le forze armate britanniche. Sapendo che Holmes è l'unico in grado di fermarlo, Moriarty ha dunque pianificato di screditarlo e renderlo un criminale, e ha reclutato Baynes per sostituire temporaneamente Lestrade, un fidato di Holmes, e impedire a quest'ultimo di scoprire la verità, agguantando i due assassini al rifugio di oppio e stampando documenti che incastravano Holmes; inoltre, ha reclutato i tre fratelli russi anarchici per usare la loro bomba atta a far fuori il giudice Beckett, il quale stava per scoprire che i documenti erano falsi e stava per esporre tutto.
Holmes e Watson iniziano subito a fermare il piano di Moriarty e raggiungono il suo covo, un vecchio carnevale vicino alla fabbrica in disuso dove si produce la zuppa avvelenata; lì, scoprono che i tre anarchici russi hanno costruito delle bombe nascoste in luoghi, tra cui Scotland Yard, attivabili tramite trasmettitori radio. Nella ricerca di un modo per disarmarle, i due trovano il Principe Woodville, il quale esige che Watson porti Holmes da Moriarty, salvo poi venir stordito da Holmes. I due si dividono: Holmes avvertirà l'ispettore Lestrade, ritornato dopo la morte di Bayne, salvo poi scoprire che Moriarty non è neanche la testa pensante ed è soltanto un fantoccio, mentre Watson costruisce una bomba per comprenderla meglio e capisce che per essere disinnescata va sconnessa dal ripetitore. L'operazione di disinnesco generale riesce, e i due, riuniti, decidono di usare la bomba di Watson per distruggere la fabbrica dove la zuppa viene prodotta e usano un carrello per trasportarla dove si trova Moriarty: la bomba esplode, uccidendo molti dei suoi scagnozzi e polverizzando la fabbrica.
Holmes e Watson tornano nel covo di Moriarty per scoprire chi lo controllava, ma appare d'un tratto la nemesi del detective, gravemente ustionato dall'esplosione, che li tiene sotto tiro. Holmes gli chiede casualmente se Scheilman fosse immune al suo stesso veleno, quando d'un tratto lo stesso Scheilman attacca Moriarty e lo morde al collo, ma questi gli spara uccidendolo; morente, Moriarty chiede a Holmes di prendersi cura di sua figlia, perché è l'unico in grado di farlo. Holmes prende la bambina e la tratta come se fosse sua figlia, dandole un'educazione e una nuova vita e facendosi a sua volta una famiglia tutta sua.

## Modalità di gioco
Il testamento di Sherlock Holmes è un'avventura grafica investigativa dalla visuale in terza persona dove, attraverso la risoluzione di enigmi, la raccolta di oggetti e le conversazioni con i personaggi in città si dovrà cercare di risolvere i misteri o ricostruire i fatti di un crimine già avvenuto a partire dagli indizi e dalle deduzioni.

## Altre informazioni
Con uscita del capitolo Sherlock Holmes: Crimes & Punishments, avvenuta il 30 settembre 2014, Il testamento di Sherlock Holmes era scaricabile gratuitamente da chi aveva effettuato il pre-order.

## Il gioco e il canone
Nel gioco avvengono fatti importanti che non sono citati nel canone di Sherlock Holmes, come il destino dell'arcinemico Moriarty e la futura vita familiare di Holmes.